# لودميلا توريستشيفا
لودميلا توريستشيفا (Ludmilla Tourischeva) (الروسية: Людми́ла Ива́новна Тури́щева) هي لاعبة أولمبية لرياضة الجمباز من الاتحاد السوفييتي. شاركت في الأولمبياد الصيفي في 1968–1976، وفازت بما مجموعه 9 ميداليات.

## الميداليات
| ذهب | فضة | برونز | المجموع |
| 4   | 3   | 2     | 9       |

## روابط خارجية
- لودميلا توريستشيفا على موقع الاتحاد الدولي للجمباز (licence) (الإنجليزية)
- لودميلا توريستشيفا على موقع الاتحاد الدولي للجمباز (biography) (الإنجليزية)
- لودميلا توريستشيفا على موقع اللجنة الأولمبية الدولية (الإنجليزية)
- لودميلا توريستشيفا على موقع أوليمبيديا (الإنجليزية)